# Sindaci di Burkittsville
Il sindaco di Burkittsville è il capo del ramo esecutivo del governo di Burkittsville.
A differenza di altre città rimane in carica per soli tre anni.
| N. | Sindaco                 | Partito      | Carica | Carica    | Mandato | Storia elettorale                                                     |
| N. | Sindaco                 | Partito      | Inizio | Termine   | Mandato | Storia elettorale                                                     |
| -- | ----------------------- | ------------ | ------ | --------- | ------- | --------------------------------------------------------------------- |
| 1  | Herbert Kennedy         | Sconosciuto  | 1948   | 1950      | 1       | Eletto nel 1948                                                       |
| 2  | W. F. Kennedy           | Sconosciuto  | 1950   | 1953      | 1       | Eletto nel 1950                                                       |
| 3  | Garland Guyton          | Sconosciuto  | 1953   | 1959      | 2       | Eletto nel 1953 Rieletto nel 1956                                     |
| 4  | Paul M. Smith           | Sconosciuto  | 1959   | 1968      | 3       | Eletto nel 1959 Rieletto nel 1962 Rieletto nel 1965                   |
| 5  | Davis T. Auldridge      | Sconosciuto  | 1968   | 1974      | 2       | Eletto nel 1968 Rieletto nel 1971                                     |
| 6  | Laurance Way            | Sconosciuto  | 1974   | 1977      | 1       | Eletto nel 1974                                                       |
| 7  | Raymond C. Head         | Sconosciuto  | 1977   | 1983      | 2       | Eletto nel 1977 Rieletto nel 1980                                     |
| 8  | Gerald C. Palmer        | Sconosciuto  | 1983   | 1985      | 1       | Eletto nel 1983                                                       |
| 9  | N. Eugene Miller        | Sconosciuto  | 1985   | 1986      | 1⁄2     | Eletto nel 1985 ???????????                                           |
| 10 | Deborah Ann Aughenbaugh | Sconosciuto  | 1986   | 1995      | 3       | Eletto nel 1986 Rieletto nel 1989 Rieletto nel 1992                   |
| 11 | Paul J. Gilligan        | Sconosciuto  | 1995   | 1998      | 1       | Eletto nel 1995                                                       |
| 12 | Joyce M. Brown          | Sconosciuto  | 1998   | 2001      | 1       | Eletto nel 1998                                                       |
| 13 | Daniel P. Meyer         | Sconosciuto  | 2001   | 2004      | 1       | Eletto nel 2001                                                       |
| 14 | Heidi Campbell-Shoaf    | Sconosciuto  | 2004   | 2007      | 1       | Eletto nel 2004                                                       |
| 15 | Deborah R. Burgoyne     | Repubblicano | 2007   | in carica | 4       | Eletta nel 2007 Rieletta nel 2010 Rieletta nel 2013 Rieletta nel 2016 |